# جون ويليامسون (لاعب كرة سلة)
جون ويليامسون (19 أغسطس 1986 بكولومبوس في الولايات المتحدة - ) (بالإنجليزية: John Williamson)‏ هو لاعب كرة سلة أمريكي في مركز هجوم صغير الجسم. لعب مع Fos Provence Basket ‏ وHermine Nantes Basket ‏.

## وصلات خارجية
- جون ويليامسون (لاعب كرة سلة) على موقع كرة السلة الأوروبية.كوم (الإنجليزية)
- جون ويليامسون (لاعب كرة سلة) على موقع كلية كرة السلة في سبورتس رفرنس.كوم (الإنجليزية)
- جون ويليامسون (لاعب كرة سلة) على موقع ريلجم (الإنجليزية)
- جون ويليامسون (لاعب كرة سلة) على موقع بروبوليرز (الإنجليزية)
- جون ويليامسون (لاعب كرة سلة) على موقع سبورتس رفرنس (الإنجليزية)